# Bernard Kalb
Bernard Kalb (Nueva York, 4 de febrero de 1922-North Bethesda, Maryland, 8 de enero de 2023) fue un periodista, crítico de medios y conferencista estadounidense.

## Vida
Kalb nació en la ciudad de Nueva York. Se graduó del City College de Nueva York con un B.S.S. y más tarde recibió un M.A. de la Universidad de Harvard. Él y su esposa, Phyllis Bernstein, tuvieron cuatro hijas. Llegó a la edad de 100 años en febrero de 2022.

## Carrera
Kalb comenzó su carrera en 1944, cubrió asuntos internacionales durante más de tres décadas en CBS News, NBC News y The New York Times. Casi la mitad de ese tiempo estuvo en el extranjero en Indonesia, Hong Kong, París y Saigón.
Cerca del final de su mandato en el Times, Kalb recibió una beca del Consejo de Relaciones Exteriores, otorgada anualmente a un corresponsal extranjero, y se ausentó del periódico durante un año. También ganó un premio Overseas Press Club por un documental de 1968 sobre el Vietcong.
Él y su hermano menor, el periodista Marvin Kalb, viajaron mucho con Henry Kissinger en misiones diplomáticas y luego escribieron juntos una biografía titulada Kissinger. Los dos hermanos también fueron coautores de The Last Ambassador, una novela sobre el colapso de Saigón en 1975.
En 1984, Kalb fue nombrado Subsecretario de Estado para Asuntos Públicos y portavoz del Depto. de Estado de los EE. UU. Era la primera vez que un periodista que cubría el Departamento de Estado había sido nombrado como su portavoz.
Kalb renunció a este cargo dos años después para protestar por lo que llamó "el programa de desinformación informado" realizado por la Administración Reagan contra el líder libio, el coronel Muamar el Gadafi. Kalb dijo al respecto: "usted se enfrenta a una elección, como estadounidense, como portavoz, como periodista, entre dejarse absorber por las filas del silencio, desaparecer en una aquiescencia sin oposición o entrar en una modesta disidencia. Faith en la palabra de América está el pulso de nuestra democracia".
En su carrera posterior, Kalb viajó como conferencista y director. Fue el presentador fundador y panelista del programa semanal de CNN Fuentes confiables de 1993 a 1998.

## Fallecimiento
El 2 de enero de 2023, Kalb sufrió una caída y murió a causa de las heridas en su casa en North Bethesda, Maryland, seis días después, el 8 de enero. Tenía 100 años.